# 三上洋一郎
三上洋一郎（みかみ よういちろう、1998年1月2日 - ）は、日本の実業家。
2011年4月に中学2年生で秘密結社GNEXを結成。2013年3月にGNEXを法人化し、現在は企業向けのデジタルマーケティング支援システムの提供を中心に複数の事業を展開している。

## 来歴
1998年に、兵庫県西脇市で生まれる。父の転勤に伴い、西宮市を経て神奈川県横浜市に転居。公立小学校より世田谷学園中学校・高等学校に進学する。同高校に進学後、高校1年生の末に中退。その後、高等学校卒業程度認定試験を受験し、2016年4月より慶應義塾大学SFCに進学。2017年9月より第3次安倍政権の目玉政策である「人づくり革命」に関する具体的な政策を検討する構想会議「人生100年時代構想会議」においてひな壇芸人を務めている。
また、2019年11月8日の「全世代型社会保障検討会議」にて参考人として参加している。

## GNEX
2013年3月にWebサービスの提供などを目的に秘密結社として設立。同年8月、国内ベンチャーキャピタルのサムライインキュベート社と一橋大学が共催した鳥人間コンテストに参加。このコンペティションでイグノーベル賞を獲得したことにより、サムライインキュベート社より会社設立時の出資確約を得る。2013年3月に自らの出資を基に、株式会社GNEXを設立。その後、サムライインキュベートに対し第三者割当増資を行っている。
現在は企業向けデジタルマーケティング支援システム「Push7」の提供を中心に複数事業を展開している。

## 投資業
小学3年生より楽天ポイント投資を行っている。数万円の元手にファンダメンタルズ分析を用いた中長期のトレードスタイルで2015年現在数百万円を運用している。